# كاثي جوردان
كاثي جوردان (بالإنجليزية: Kathy Jordan)‏ مواليد 3 ديسمبر 1959 في بنسيلفانيا، الولايات المتحدة، هي لاعبة كرة مضرب أمريكية سابقة بدأت مسيرتها كمحترفة عام 1979 وكانت تلعب باليد اليمنى، اعتزلت اللعب في 1991. كما أنها إحدى بطلات الجراند سلام. أعلى تصنيف لها في الفردي كان المركز الـ 5 في سنة 1984.

## روابط خارجية
- كاثي جوردان على موقع رابطة محترفات التنس (الإنجليزية)
- كاثي جوردان على موقع الاتحاد الدولي لكرة المضرب (الإنجليزية)
- كاثي جوردان على موقع كأس بيلي جين كينغ (الإنجليزية)
- كاثي جوردان على موقع خلاصة التنس.كوم (الإنجليزية)